# George Cornelius Gorham
George Cornelius Gorham (1787–1857) est vicaire de l'Église d'Angleterre. Son recours légal pour s'être vu refuser un certain poste, par la suite traduit devant un tribunal laïc, a suscité une grande controverse.

## Jeunesse
George Cornelius Gorham est né le 21 août 1787 à St Neots, Huntingdonshire, de Mary (née Greame) et de George James Gorham. Il entre au Queens' College de Cambridge en 1805, obtenant un baccalauréat ès arts en tant que troisième wrangler et prix de Smith en 1809.
Il est ordonné diacre le 10 mars 1811 malgré les appréhensions de l'évêque d'Ely, Thomas Dampier, qui trouve les vues de Gorham en contradiction avec la doctrine anglicane. Les opinions de Gorham sur le baptême ont provoqué des commentaires, en particulier son affirmation selon laquelle par le baptême, les nourrissons ne deviennent pas membres de Christ et enfants de Dieu. Après avoir été ordonné prêtre le 23 février 1812  et vicaire dans plusieurs paroisses, il est institué vicaire de St Just in Penwith par Henry Phillpotts, évêque d'Exeter, en 1846.

## Controverse
En 1847, Gorham est présenté par le comte de Cottenham, le lord chancelier, au presbytère de Brampford Speke, une paroisse d'un petit village du Devon près d'Exeter, qui possède une église paroissiale dédiée à Saint-Pierre. Après examen, l'évêque Henry Phillpotts trouve que la conception de Gorham du baptême est calviniste, le rendant inapte au poste. Gorham fait appel à la Cour ecclésiastique d'Arches pour contraindre l'évêque à l'instituer, mais la cour confirme la décision de l'évêque et accorde des dépens contre Gorham.
Gorham fait alors appel au Comité judiciaire du Conseil privé, ce qui provoque une grande controverse quant à savoir si un tribunal séculier devait se prononcer sur la doctrine de l'Église d'Angleterre. L'avocat ecclésiastique Edward Badeley, membre du mouvement d'Oxford, comparait devant le comité pour plaider la cause de l'évêque, mais finalement le comité (dans une décision partagée) annule la décision de l'évêque et des Arches le 9 mars 1850, accordant à Gorham son poste.
Phillpotts répudie le jugement et menace d'excommunier l'archevêque de Cantorbéry et quiconque oserait instituer Gorham. Quatorze anglicans éminents, dont Badeley et Henry Edward Manning, invitent l'église de l'Angleterre à répudier les vues que le Conseil privé a exprimées sur le baptême. Comme il n'y a pas eu de réponse de l'église - en dehors des protestations de Phillpotts - ils quittent l'Église d'Angleterre et rejoignent l'Église catholique romaine.

## Dernières années
Gorham lui-même passe le reste de sa vie à son poste de Brampford Speke. En tant que vicaire, Gorham restaure le bâtiment de l'église, reconstruisant entièrement la tour, pour laquelle Phillpotts donne de l'argent. Il est un antiquaire et un botaniste d'une certaine réputation, ainsi que l'auteur d'un certain nombre de brochures. Il est décédé le 19 juin 1857 à Brampford Speke.

## Ouvrages
- George Cornelius Gorham, L'histoire et les antiquités d'Eynesbury et de St. Neot's, dans le Huntingdonshire, et de St. Neot's dans le comté de Cornwall, 1820.